# Roger Cukierman
Pour les articles homonymes, voir Cukierman.
Roger Cukierman, né le 23 août 1936 à Paris dans le 19e arrondissement,, a été le dixième président du Conseil représentatif des institutions juives de France (CRIF), fonctions dans lesquelles il a succédé, en mai 2001, à Henri Hajdenberg. Son mandat s'est achevé en mai 2007, les statuts du CRIF n'autorisant que deux mandats successifs de trois ans à la tête de cette institution.
Le 13 mai 2007, son conseiller en communication Richard Prasquier le remplace à la tête du CRIF. Le 26 mai 2013, Roger Cukierman est à nouveau élu à la tête du CRIF pour 3 ans. Il en est alors le douzième président. 
Il est vice-président du Congrès juif mondial et trésorier de la Fondation pour la mémoire de la Shoah.

## Biographie
La famille Cukierman est originaire du village polonais d'Ozarow, situé au sud de Varsovie. Le père de Roger Cukierman, fuyant la misère et l’antisémitisme, rejoint la France en 1932. La partie de sa famille restée en Pologne sera déportée et gazée à Treblinka. Quant à Roger, sa famille en France doit en faire un enfant caché chez des nonnes. Quand sa mère peut lui rendre visite, elle lui dit : « Si l'on m'arrête, tu ne me connais pas, tu files et tu dis "au revoir Madame" ». 
Roger Cukierman a exercé de hautes responsabilités dans la Compagnie financière Edmond de Rothschild, mais également au sein de l'Israel General Bank et de l'Israel 2000 Mutual Fund. Il est toujours membre du bureau exécutif de Cukierman & Co. Investment House Ltd., fonds d'investissement basé en Israël et présidé par son fils Édouard Cukierman.
Roger Cukierman est licencié en droit, diplômé de l'ESCP et Docteur en sciences économiques. Il vit un an au Japon où il rédige une thèse sur le capital dans l’économie japonaise, publiée par la suite aux PUF (Presses universitaires de France). Il reçoit le Prix Jean-Bertrand Nogaro de la meilleure thèse d’économie politique qu’il soutient devant un jury composé de Maurice Byé, André Philip et René Capitant.
En 1963, Roger Cukierman entre dans le Groupe Edmond de Rothschild, où il effectue l’intégralité de sa carrière professionnelle. Il participe activement à l’internationalisation du groupe, à son développement dans les activités de banque d’investissement et de gestion privée. Il en devient Président en 1993 et devient administrateur des principales fondations de l’entreprise comme celle de la Fondation ophtalmologique Adolphe-de-Rothschild ou celle de l’Œuvre de protection de l’enfance juive (OPEJ). Il sera par ailleurs  membre de plusieurs conseils d’administration dont celui du Club Méditerranée et intégrera aussi le conseil exécutif de l’Association française des banques (Fédération bancaire française).
Roger Cukierman a été très actif dans de nombreuses institutions sociales et éducatives de la communauté juive, que ce soit au CASIP, au Fonds social juif unifié (FSJU) ou au sein de l’Alliance Israélite Universelle dont il est vice-président.
Membre du bureau exécutif du CRIF (Conseil représentatif des Institutions juives de France), il en devient président en 2001, pour un premier mandat de 3 ans et est réélu en 2004 pour un second mandat.
Durant ces six années, il fera de la lutte contre l’antisémitisme sa principale priorité. Il n’hésitera pas ainsi à interpeller vivement et à plusieurs reprises les gouvernements de Lionel Jospin, de Jean-Pierre Raffarin et de Dominique de Villepin sur l’urgence à apporter des réponses concrètes à la discrimination et à la haine contre les juifs et à lutter contre la haine sous toutes ses formes[réf. nécessaire].
Tout au long de ses deux mandats, il militera pour l’intégration de l’État d’Israël à l’organisation internationale de la Francophonie et pour la reconnaissance par la France de la ville de Jérusalem comme capitale d’Israël. Il n’aura de cesse de dénoncer les propos révisionnistes du président iranien Mahmoud Ahmadinejad et la nucléarisation de ce pays.
Il quitte le CRIF en 2007 et publie en 2008 un livre autobiographique Ni fiers, ni dominateurs aux Éditions du Moment.
Il est à nouveau élu à la présidence du CRIF le 26 mai 2013 et cite parmi ses priorités la lutte contre l'antisémitisme mais aussi le retour du Consistoire au sein du CRIF. 
Il a été nommé chevalier de la Légion d'honneur en 2006.
Parmi ses autres responsabilités communautaires, Roger Cukierman exerce ou a exercé les fonctions suivantes :
- Vice-président de l'Alliance israélite universelle ;
- Vice-président du Congrès juif européen ;
- Vice-président du Congrès juif mondial.

## Polémiques
Après la qualification de Jean-Marie Le Pen pour le second tour de l'élection présidentielle de 2002, Cukierman tient des propos polémiques au quotidien israélien Haaretz : « Roger Cukierman a dit qu'il espérait que le succès [au premier tour] de Le Pen servirait à réduire l'antisémitisme musulman et le comportement anti-israélien, parce que son score est un message aux musulmans leur indiquant de se tenir tranquilles. », Cukierman affirme toutefois que ces propos ont été sortis de leur contexte. Alors qu'Actualité juive affirme en appui que 95 % des incidents visant la communauté juive seraient perpétrés par des individus de la communauté musulmane, ces propos sont condamnés par la rédaction de radio Shalom et par Jean-Yves Camus pour qui : « Cette déclaration est un très mauvais coup porté à l'entente entre communautés. Il ne faudra pas s'étonner si les citoyens d'origine maghrébine considèrent la communauté juive, en bloc, comme leur ennemi ».
Le 25 janvier 2003, Roger Cukierman crée à nouveau la polémique avec un discours tenu lors du dîner du CRIF, en présence notamment du Premier ministre Jean-Pierre Raffarin. Il y évoque l'« antisionisme » régnant selon lui au sein de la Ligue communiste révolutionnaire, et dénonce une « alliance brun-vert-rouge », provoquant le départ de la salle de Gilles Lemaire, secrétaire national des Verts,.
Le jeudi 4 septembre 2008, la LCR dépose plainte pour « injures », après avoir demandé de multiples fois aux dirigeants du CRIF de se rétracter, arguant que la déclaration de Cukierman a été faite « du fait de leur engagement pour la reconnaissance des droits nationaux du peuple palestinien. ». Lors de ce procès plusieurs témoins sont cités par Alain Krivine qui représente la LCR : Stéphane Hessel, ambassadeur de France, Gilles Lemaire, ancien secrétaire national des Verts et Rony Brauman, ancien président de « Médecins sans frontières ». Roger Cukierman est relaxé, les magistrats estimant que ses propos « n'ont pas dépassé les limites de la polémique autorisées en la matière, le prévenu ayant pu légitimement s'exprimer, dans un discours politique, pour dénoncer des débordements et mettre en garde contre les risques de certaines dérives ».
Le 23 février 2015 sur Europe 1, Roger Cukierman indique au sujet de Marine Le Pen qu'il n'a « rien à lui reprocher personnellement ». Il poursuit : « Je crois que nous sommes tous conscients dans le monde juif que, derrière Marine Le Pen, qui est irréprochable personnellement, il y a tous les négationnistes, tous les vichystes, tous les pétainistes et donc pour nous, le Front national est un parti à éviter ». « Le FN est un parti pour lequel je ne voterai jamais. Mais c'est un parti qui aujourd'hui ne commet pas de violences. Il faut dire les choses : toutes les violences sont commises par des jeunes musulmans. C'est une toute petite minorité de la communauté musulmane et les musulmans en sont les premières victimes ». Cette déclaration a provoqué un émoi certain au sein de la classe politique et pour la première fois de son histoire, le Conseil français du culte musulman (CFCM) boycotte le dîner du CRIF en raison des déclarations qualifiées d'« irresponsables » de son président, Roger Cukierman, selon qui « toutes les violences antisémites aujourd’hui sont commises par des jeunes musulmans »,. Regrettant l'insuffisance de la réaction de l'interviewer face aux propos de Roger Cukierman, le Conseil supérieur de l'audiovisuel a rappelé à l'ordre le propriétaire d'Europe 1, invoquant notamment l’article 2-4 de sa convention selon lequel « le titulaire veille dans son programme à ne pas encourager de comportements discriminatoires à l’égard des personnes ».
En octobre 2014, le polémiste Dieudonné porte plainte pour diffamation contre Roger Cukierman qui l'a qualifié de « professionnel de l'antisémitisme ». Celui-ci réagit en se disant « fier » de sa mise en examen. Le procès a lieu le mardi 3 mai 2016 au Tribunal de Grande Instance de Paris. Un jugement, rendu le 5 juillet 2016, déboute Dieudonné de son action en diffamation contre Cukierman.

## Œuvres
- 1962 : Le Capital dans l'économie japonaise (préface de Maurice Byé), Presses universitaires de France, Paris Reprise du texte de thèse en sciences économiques, soutenue devant l'université de Paris en 1960.
- 2008 : Ni fiers ni dominateurs, Éditions du Moment. Roger Cukierman, qui précéda Richard Prasquier à la présidence du CRIF, de 2001 à 2007, se penche sur son passé et nous livre ses souvenirs. Par delà ses « années CRIF », l’auteur nous offre une réflexion sur les grands problèmes de notre temps.